# TortoiseSVN
TortoiseSVN — клієнт для системи контролю версій Subversion, виконаний як розширення оболонки Windows. TortoiseSVN випущений під ліцензією GPL.
У 2007 році на SourceForge.net TortoiseSVN був визнаний найкращим проектом у категорії «Інструменти і утиліти для розробників».

## Можливості
- Інтеграція з оболонкою Windows (опції пакету відображені в контекстному меню)
- Для роботи не потрібний IDE
- Інформаційні значки на іконах файлів для індикації стану файлу
- Перевірка орфографії
- На сайті доступні 28 версій локалізацій пакету (включно з українською)